# Instituto Meffan
El Instituto Meffan es un museo y galería de arte en Forfar, Angus en Escocia. 

## Colección
Alberga una variedad de exhibiciones de interés local, incluida una colección de piedras pictas, en particular la Piedra de Dunnichen y las piedras esculpidas de Kirriemuir, así como objetos romanos y medievales encontrados en el área local. Una reconstrucción de escenas históricas de Forfar incluye representaciones de la vida cotidiana como habría sido a principios del siglo XIX, así como una representación de la ejecución de una de las mujeres acusadas de brujería en la caza de brujas Forfar de 1661-1666.

## Galería
|                              |
| Piedra de Dunnichen; Clase I |

|                     |
| Piedra Kirriemuir 1 |

|                                          |
| Parte trasera de la Piedra Kirriemuir 2. |